# Cultura del manuscrito

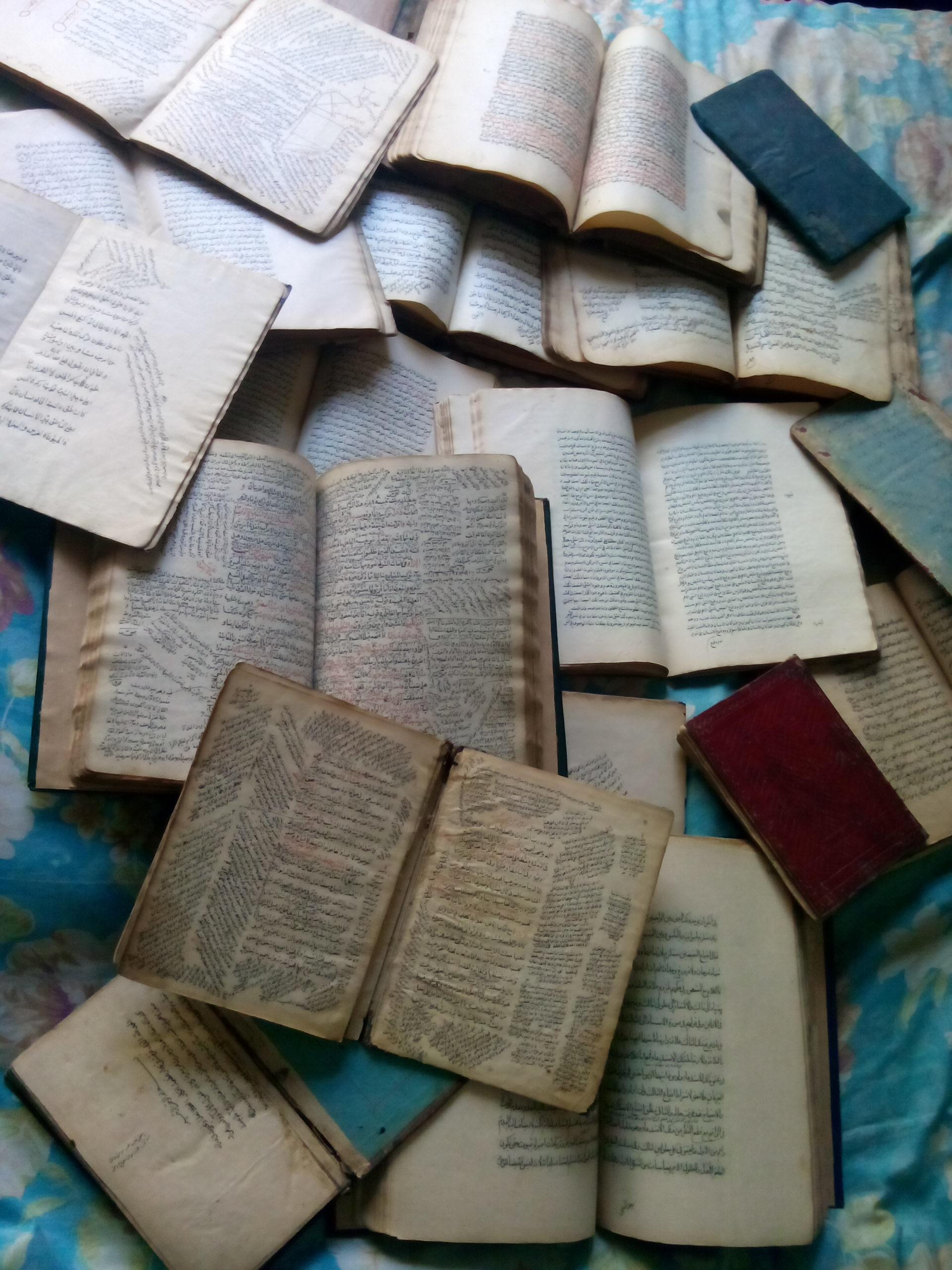
Manuscritos árabes del.

La cultura del manuscrito fue la cultura, por regla general anterior a la imprenta en Occidente, que utilizaba escritos a mano para almacenar y difundir información. En la primera cultura del manuscrito, los monjes copiaban los manuscritos a mano. No únicamente copiaban obras religiosas, sino una gran variedad de textos, incluyendo algunos sobre astronomía, herbarios y bestiarios. La cultura del manuscrito medieval ocupa de la transición del manuscrito de los monasterios al mercado en las ciudades y la creación de las universidades. En las ciudades se crearon puestos de trabajo en torno a la fabricación y comercialización de manuscritos, y por regla general estaba regulado por las universidades. La cultura del manuscrito tardía se caracterizó por un deseo de uniformidad, bien ordenado y de cómodo acceso al texto contenido en el manuscrito, y con facilidad de lectura en voz alta. Esta cultura surgió del IV Concilio de Letrán (1215) y el aumento de la Devotio moderna. Incluyó también un cambio en los materiales empleados, pasando del pergamino al papel.

## Historia del manuscrito

### Inicios

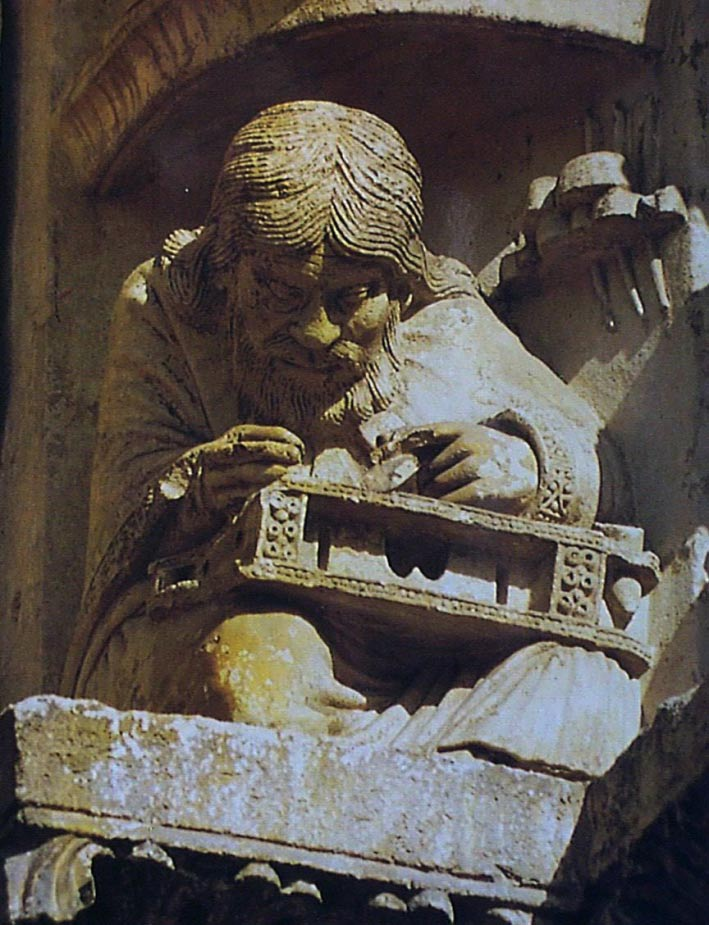
Filósofo en una de las arquivoltas de la puerta derecha del portal oeste a la catedral de Chartres.

La cultura del manuscrito se cree que comenzó cerca del siglo X. Esto no quiere decir, que los manuscritos y la grabación de la información no era importante antes del siglo X, pero durante este siglo, los historiadores han comprobado un gran trabajo y uso de estos manuscritos. Este fue un momento que los médicos estaban avanzando sobre sus conocimientos sobre el cuerpo humano y la forma en la que ciertas sustancias interactuaban con él. Estos profesionales de la medicina documentaron esta información y la transmitieron a través de los medios de personas alfabetizadas. Los monasterios católicos y las catedrales durante la Edad Media eran centros de aprendizaje, por lo que tuvo sentido que estos textos acabaran en manos de los monjes. Estos monjes copiaron meticulosamente la información presentada en los textos, pero no sin sentido. En el caso de las hierbas medicinales, por ejemplo, hay evidencia de que los monjes mejoraron algunos textos, corrigieron errores, e hicieron que el texto fuera particularmente relevante para la zona en que vivían. Algunos monasterios incluso llegaron a cultivar algunas de las plantas incluidas en los textos, Esto es importante tenerlo en cuenta, ya que demuestra los usos prácticos de estos textos en la vida de los monjes. Tenían pocas ocupaciones o la paciencia para ello, para difundir las plantas imaginarias y textos de fantasía que eran tan comúnmente imaginados en las mentes de los pensadores de esta época. Los escritores se restringieron a incluir información práctica. Este fue un tiempo en que las plantas y la botánica se vinculó muy estrechamente con la medicina y los remedios a base de herbarios.
En el caso de los bestiarios, de manera similar al de las hierbas, los monjes en general copiaban y citaban textos anteriores para transmitirlos. A diferencia de los herbarios, los monjes no podían tener animales en su jardín, por lo que gran parte de la información tomada de los bestiarios fue realizada en su valor de origen. La consecuencia de esto es que los escritores tenían libertad para elaborar y embellecer los textos. Este fue un intento deliberado y definitivo para dar al animal en cuestión un cierto significado moral o alegórico más allá de la apariencia física. Estos textos son muy semejantes a la mitología tradicional.

### Comercio

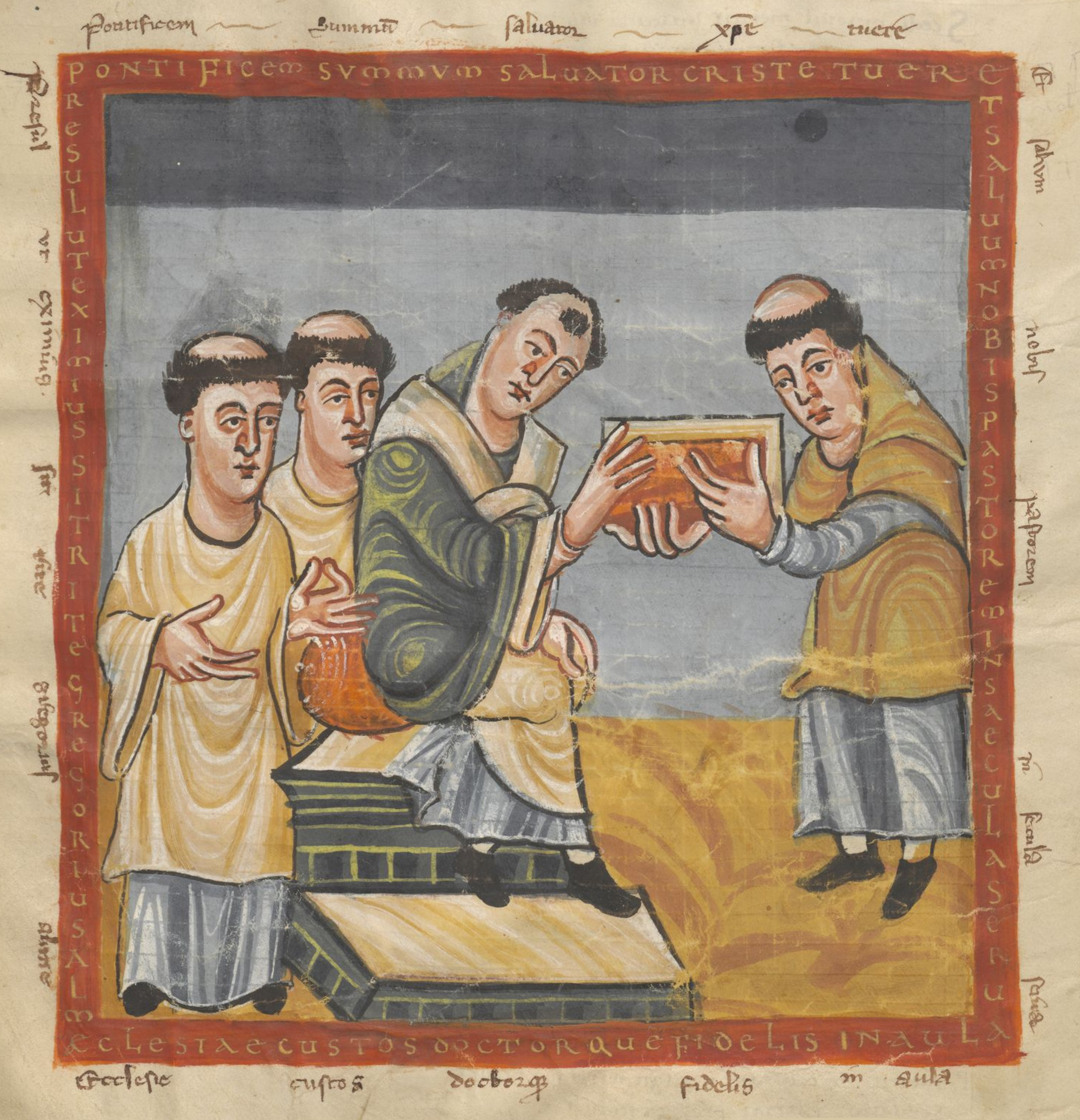
Rabano Mauro (derecha) presenta una obra al papa Gregorio IV, sentado; miniatura en De laude crucis copiado en Fulda (ca. 836) (Österreichische Nationalbibliothek Wien).

En el siglo XIII, París fue la primera ciudad en tener un gran intercambio comercial de manuscritos, con los productores de manuscritos encargados de hacer libros para personas específicas. París tenía una gran población suficiente de personas ricas alfabetizadas para dar apoyo a las que producían los manuscritos. Esta época medieval marcó el cambio en la producción de manuscritos de los monjes en los monasterios a los libreros y escribas que vivían de su trabajo en las ciudades.
Los individuos que realizaron el trabajo de escriba, a menudo lo hacían, durante ese tiempo, en puestos de trabajo con la colaboración de talleres comerciales que se encontraban fuera de París. La búsqueda de François Avril, Joan Diamond y otros ha confirmado que dos o más artistas se alternaban o compartían en la iluminación de un único manuscrito; aunque, la logística detallada de este trabajo sigue siendo confusa.
La mayoría de los escribas medievales trabajaban en grupo, separando los libros en secciones para copiarlos por partes. Anteriormente, en los monasterios, el trabajo estaba dividido entre los escribas y los iluminadores; existen ejemplos en los que el escriba dejaba espacio y escribía una pequeña letra en cursiva al comienzo de un nuevo párrafo, que después era pintado en un momento posterior para el iluminador.

### Sistema de pecia
La pecia es la sección o cuaderno en que se dividía un manuscrito para facilitar su copia. Este sistema de producción fue desarrollado in situ, en las propias universidades italianas a comienzos del siglo XIII. Inicialmente en la Universidad de Bolonia y llegó a ser un procedimiento regulado en la Universidad de París en la segunda mitad de ese mismo siglo.
Los particulares o estudiantes las podían alquilar, sección a sección, para copiarlas. Normalmente constaban de unos cuadernos de cuatro folios, lo que permitía una rápida copia e intercambio de rotación de cada pecia.  Bajo este sistema, se podían repartir las diversas pecias de un libro a diferentes copistas, lo que permitía copiar un libro entero, uniendo las diferentes pecias, en mucho menos tiempo que si lo hubiera tenido que hacer una persona única.
La colección original de pecias de un libro, en el que se basaban todas las futuras copias, se llamaba ejemplar. El proceso para confeccionar un ejemplar estaba normalizado: los profesores de los estudios generales se reunían antes de empezar el curso para decidir los textos que debían incluirse en cada materia. Una vez aprobados compilaban la obra, la editaban y corregían. Una vez obtenido el texto final ( «el ejemplar»), se lo entregaban en depósito al estacionero, que copiaba las diferentes pecias, que había que corregir cuidadosamente. Finalmente, los delegados de la universidad las comprobaban, aprobaban y establecían el precio del alquiler.
Las funciones del estacionero continuaban con el alquiler de las pecias y la búsqueda y oferta de trabajos que pensaba serían más demandados. Esta presión sobre los estacioneros los llevaba a adquirir ejemplares en buen estado y en el tiempo más corto posible. Al final, en muchos casos, se hacía más hincapié en la rapidez de la adquisición que en la calidad del producto. Si un determinado trabajo parecía que podría convertirse en un «superventas», el estacionero hacía una copia de los mejores textos disponibles en este momento, y disponía en el tiempo más corto posible de su ejemplar-pecia corregido. A veces, solicitaba el texto, haciendo de editor, en otras ocasiones, era el mismo autor el que ofrecía su obra recién terminada al estacionero.

### Libreros en París
El rey Felipe IV de Francia, 1285-1314, instituyó un impuesto comercial del 4% sobre todos los bienes. En 1307 el rey eximió a todas las librarii universitatis de pagar el impuesto comercial. Esta exención privilegió a las universidades francesas, sobre las librerías que si no prestaban juramento a las universidades para la venta de libros de segunda mano no estarían exentas del impuesto.

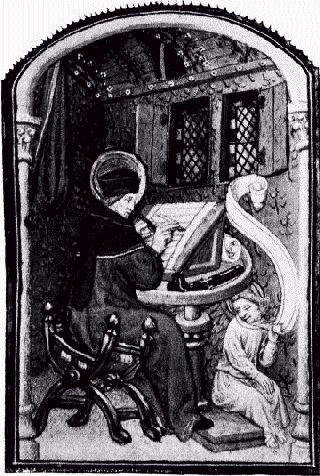
Paul Pierce en una ilustración de un scriptorium mediæval. Proviene de un manuscrito de un Libro de oraciones.. Museo Británico, Slo. 2468.

Librarius es un término general, mientras que stationarius se refiere a un tipo específico de librarius. Librarius puede significar cualquier cosa, desde escribano a librero y bibliotecario. Stationarius o estacionero se refiere a los tipos de bibliotecarios que alquilaban pecia. Ambos tipos, sin embargo, estaban involucrados en el comercio de segunda mano, producían libros nuevos y estaban regulados por la universidad. La única distinción entre ellos era el servicio adicional de papelería de alquilar pecia.

#### Restricciones
Los juramentos que las librerías o los libreros tenían que jurar a las universidades para obedecer sus regulaciones y requisitos para la exención de impuestos eran extremadamente restrictivos con respecto a la reventa de libros de segunda mano. Se suponía que debían actuar más como intermediarios entre el vendedor y el comprador, mientras que sus ganancias se limitaban a cuatro peniques por libra. Además, se les exigió que mostraran los libros de segunda mano de manera prominente en sus tiendas, ofrecieran una evaluación profesional del precio probable de los libros que se les enviaran y pusieran a los potenciales compradores en contacto directo con el vendedor.
El librero tenía que jurar no pagar menos cuando compraba y no cobrar de más cuando vendía. Las papelerías alquilan copias de textos útiles, una mano de papel a la vez, para que los estudiantes y los maestros pudiesen tomar sus propias copias. Ambas tarifas fueron reguladas por la universidad. Ambos tipos de libreros tenían que garantizar el cumplimiento de su juramento mediante la publicación de un bono de 100 peniques.
No fueron únicamente los libreros a los que las universidades reglamentaron. Además, las reglas universitarias prohibían a los peritos que escondieran el buen pergamino de los miembros de la universidad que querían comprar. Hubo muchas otras demandas de pergamino fuera de la universidad como: el mantenimiento de registros para el gobierno real, cada entidad similar de un gremio comercial o mercantil, cada casa religiosa que emitió una carta o mantuvieron una lista de alquileres, cada escritor de cartas públicas, todos, desde los principales comerciantes internacionales hasta los comerciantes locales que tenían cuentas. Todos demandaban pergaminos en mayor cantidad y estaban dispuestos a pagar más que el precio regulado que pagaban los miembros de la universidad. Y así, las universidades que sentían tales presiones, optaron por regular el pergamino también.

#### Beneficios
Si bien hubo muchas restricciones sobre el librero, el trabajo sí tuvo sus beneficios. El librero era libre de producir y vender libros, iluminar o escribir para quien quisiera, como la corte, la catedral o los laicos adinerados de la capital y las provincias, siempre que cumplieran sus obligaciones con la universidad. De hecho, la mayor parte de su comercio quedó fuera de la regulación universitaria. Existe una distinción importante entre la regulación de cómo se negocian los libros dentro de la universidad y cómo los libreros pueden cobrar lo que sea que soporte el mercado abierto. Para los no-estudiantes o maestros, no había tales restricciones en los libreros. Entre 1300-1500, el puesto de librero era una posición cerrada que únicamente se abría tras la renuncia o fallecimiento de uno anterior. Aparte de los libros baratos, era al librero al único a quien se le permitía vender libros en París. La universidad esencialmente garantizaba el monopolio de la venta de libros para libreros.

## Manuscrito tardío

### Características

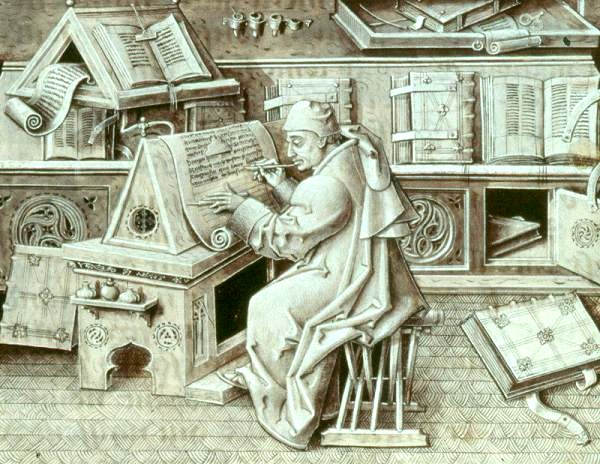
Un retrato del autor Jean Miélot escribiendo la compilación de los Milagros de Nuestra Señora, una de sus obras más populares.

El período de la cultura del manuscrito tardío fecha aproximadamente mediados del siglo XIV hasta el siglo XV, precedente y existente junto a la imprenta. Incorpora todos los ideales y la adhesión a los reglamentos de la Devotio Moderna, donde hay muchas características claras de la cultura del manuscrito tardío. Por ejemplo, se prestó especial atención a la puntuación y el diseño de los textos, con la facilidad de la lectura en concreto para hacerlo en voz alta. El significado debía ser claro en cada frase, con tan poco espacio de interpretación como fuera posible -en comparación con la falta de espacios en el texto y de cualquier marca con el fin de ayudar en la enunciación-, debido al aumento de las prédicas populares tras el IV Concilio de Letrán. Se intentó siempre en los nuevos ejemplares copiados de los textos anteriores, de forma especial Biblias, donde esta corrección hizo que muchos textos fueran uniformes. En este periodo, fueron creados los manuscritos que combinaron los textos supervivientes de los ejemplares disponibles más antiguos, con los manuscritos que habían sido actualmente aceptables y prominentes.

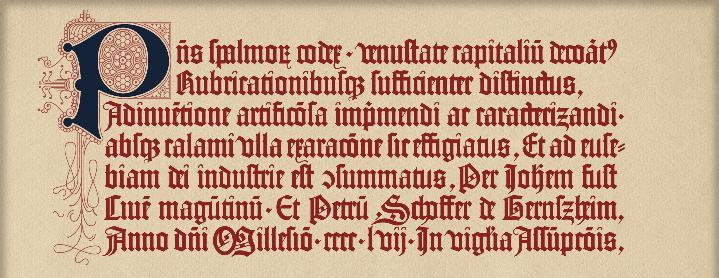
El primer colofón en un libro impreso, el Salterio de Mainz o Psalmorum Codex de los impresores Johann Fust y Peter Schöffer (1457)

Las reglas para encontrar el camino para realizar el texto son características destacadas en estos manuscritos, aunque ninguna fue inventada únicamente en el siglo XV, se utilizaron con más frecuencia y se volvieron más complejas. Estas características o reglas incluían:
- tablas de contenido
- listas de capítulos, ya sea al principio de cada libro o expuestas al comienzo de toda la obra -si se trataba de una colección de obras-
- titulares comunes
- colofones ampliamente detallados
- números de página en numeración arábiga.
- aparición de índices temáticos.[28][29]>

Otros cambios incluyen la ampliación de la rúbrica de una a dos líneas y en el manuscrito de la universidad de ocho a diez. La rúbrica también cambió con respecto a las categorías de información incluidas en ella. Una rúbrica de valoración más antigua podía haber contenido un título de la sección o artículo en particular, y una descripción del final de la precedente. Una rúbrica del siglo XV añadiría información sobre el traductor o traductores, y el escritor original si no fueran particularmente bien conocidos. Una breve descripción de su contenido, o también información detallada teniendo en cuenta la fecha o las condiciones de la creación de las obras también se pueden ver ocasionalmente, aunque no con tanta frecuencia. Estos cambios son ejemplo del deseo de uniformidad, facilidad de acceso, y de la estricta regulación de una determinada obra y su posterior corrección.

### Producción de manuscritos a comienzos delsigloXV

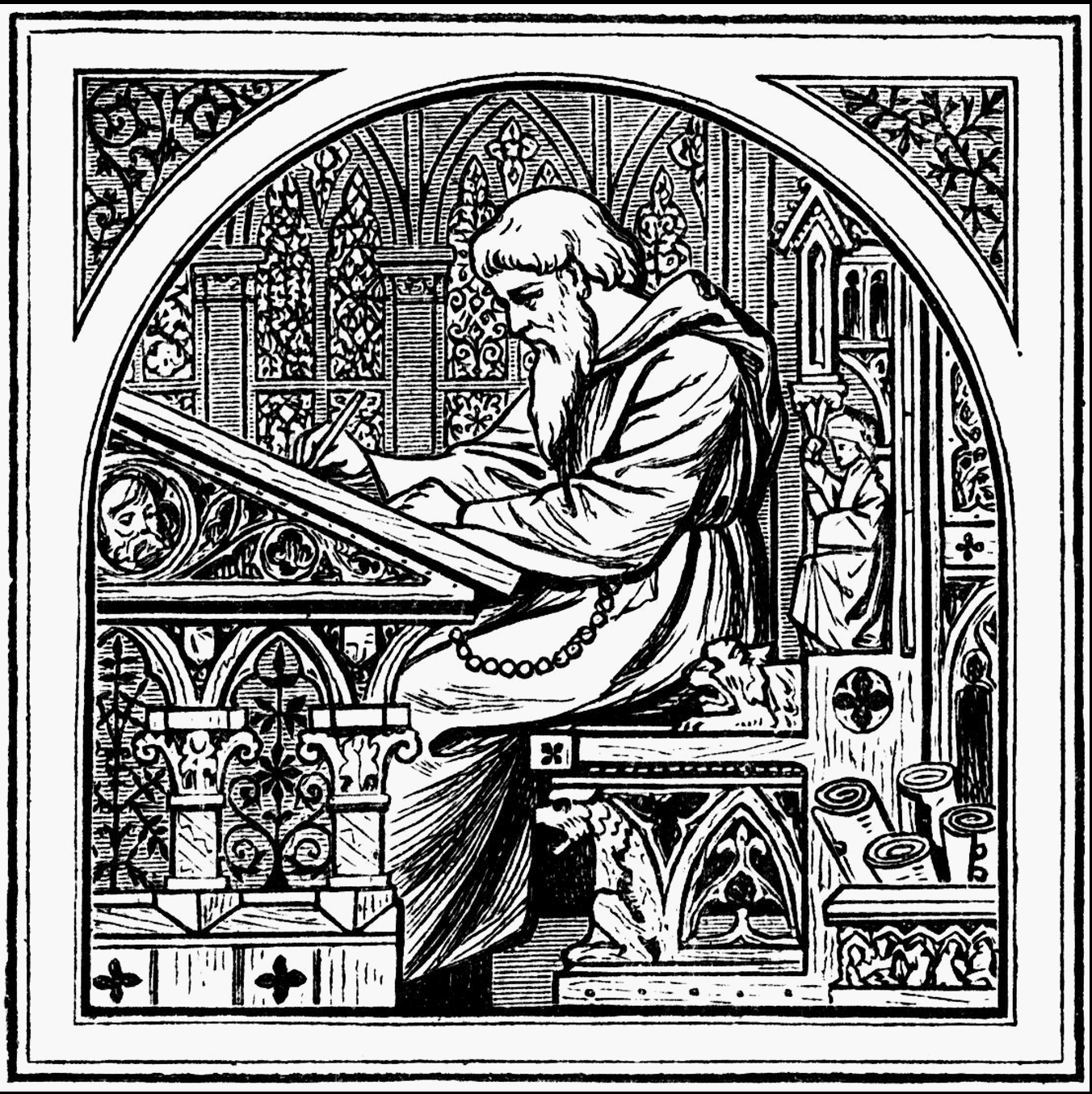
Escriba medieval.

La aparición de nuevas normas en la producción de manuscritos, a partir de los Países Bajos a finales del siglo XIV, marcó el comienzo de una nueva época en la cultura del manuscrito. La uniformidad tendría como resultado del deseo de claridad, tanto en términos de precisión bibliográfica como la reproducción y corrección del texto en sí. Se hizo necesaria una mayor organización, específicamente dentro del scriptorium monástico. Los que habían perdido eminencia en la cultura del manuscrito medieval, caracterizada por la universidad, pero habían comenzado a experimentar un renacimiento en el siglo XIV. Los historiadores han denominado este período de caótico, con los manuscritos en papel de muy baja calidad que se realizaban en tipo estándar. Sin embargo, la calidad variable de los materiales no afectó la calidad del texto contenido en ellos, ya que la transición se hizo de pergamino en papel de tela. Por ejemplo, se formó una nueva norma, nombrada híbrida, que buscaba combinar la cursiva tradicional con la utilizada en los libros impresos. Además, en la primera mitad del siglo XV, la práctica de utilizar una jerarquía de normas o secuencias para demarcar las diferentes secciones de un texto fue nuevamente instituida. Rúbricas y colofones se diferenciaron claramente del resto del texto, utilizando su propia norma de escritura. Todos estos cambios se debieron a un deseo de mejorar la precisión, y dio lugar a la creación de normas complejas de codificación.

### Uniformidad en medio de la variedad
Se produjeron muchos manuscritos que mostraban diferencias en términos de tamaño, disposición, escritura, e iluminación. Se basaban en el mismo texto, aunque fueron creados por diferentes escribas. Sin embargo, fueron meticulosamente corregidos, hasta el punto de que muy pocas diferencias en términos del propio texto que se pueden observar entre ellos. Esto implicaba no únicamente la presencia de una autoridad directa que mantenía algún tipo de dirección sobre los escribas, sino también una nueva búsqueda de precisión académica que no había estado presente con los antiguos vendedores de libros universitarios; se realizó de forma especial en las nuevas órdenes religiosas que se habían creado en el siglo XIV. La corrección y las enmiendas se hicieron con el mismo cuidado que las copias.

### Reglas de la codificación y elOpus Pacis
El Opus Pacis, escrito en 1428 por el cartujo alemán, Oswald de Corda, prior de la Gran Cartuja, Constaba de dos partes; se ocupó principalmente de la ortografía y la corrección, Oswald declaró que su motivo en la creación de estas reglas de codificación era la de disipar la ansiedad de sus compañeros cartujos. Muchos miembros de la orden estaban preocupados por la omisión de letras individuales, no sólo frases, palabras o sílabas dentro de copias de un texto dado -lo que demuestra la nueva preocupación llevada al extremo por la uniformidad-. Está claro que su audiencia estaba compuesta por los escribas, específicamente aquellos meticulosos «al borde de la neurosis». Se trataba de reforzar la importancia de los estatutos más antiguos respecto a la producción de manuscritos, como los estatutos cartujos, y la forma en la que se trata de corregirlos.

#### Statuta Novade 1368
Oswald específicamente quería reformar la Statuta Nova de 1368, que declaraba que nadie podía enmendar copias del Antiguo y Nuevo Testamento, a menos que lo hicieran en contra de ejemplares que habían sido prescritos por su orden. Cualquiera que corrigiera los textos de manera incompatible con estos ejemplares fue públicamente reconocido por haber corrompido el texto, y posteriormente castigado. Oswald respondió a esto con su Opus Pacis, Y declaró que los correctores no debían participar en un trabajo sin sentido en un exceso de corrección. En su obra, describe la corrección no como una orden, sino como una indulgencia. Se practicaba para la mejora y la glorificación de un texto, y aunque seguía un conjunto de reglas, no eran tan estrictas como para eliminar la enmienda. Esta fue una transición de trabajos antiguos con grandes cantidades de listas y reglamentos que ordenaban cada acción y un escriba podría tomar parte en la corrección, y que había sido ampliamente ignorados en la cultura impresa medieval. Oswald rechazó un sistema en el que simplemente se había de escoger un único ejemplar y corregir de acuerdo con él, o reproducir partes de textos que el escriba sabía que estaban equivocados porque un ejemplar adecuado no estaba al alcance suyo. Antes de Oswald, muchos creyeron que estas eren les únicas opciones disponibles bajo las reglas antiguas más estrictas.

#### Nuevas reglas de correcciones
Oswald se aseguró de delinear la forma correcta de corregir varias lecturas del mismo texto, como se observa en varios ejemplos. Él afirmó que los escribas no deberían corregir al instante de acuerdo con una u otra cosa, sino deliberadamente, y usar el juicio apropiado. Oswald también dijo que en el caso de las biblias, los escribas no deberían modernizar de inmediato la ortografía arcaica, porque esto había producido una mayor variación dentro de los textos. Oswald también detalló un conjunto uniforme de abreviaturas. Sin embargo, afirmó que los escribas deberían reconocer las diferencias nacionales, particularmente a la luz del Gran Cisma. Los escribas tenían razón al corregir textos con diferentes dialectos del latín, especialmente si usaban formas arcaicas de verbos latinos.

#### Valde Bonum
En su prólogo al Opus Pacis, Oswald contrasta su trabajo con el Valde Bonum, un manual anterior compilado durante el Gran Cisma. Había intentado establecer ortografías universales para la Biblia, y afirmaba que el corrector no debe enmendar para adaptarse a un ejemplo de una región determinada sobre la base de considerarlo superior, sino que podría tomar la práctica regional local como un estándar. Es reconocido que tras siglos de uso, y la transmisión de nación en nación, tuvieron un efecto sobre varias ortografías. Oswald incorporó muchos de estos elementos en su Opus Pacis, que fue copiada y puesta en práctica, y se extendió desde Alemania hasta el norte de Irlanda. Para la década de 1480, se había convertido en un estándar, específicamente para la Devotio Moderna y los benedictinos reformados. Opus Pacis se convirtió en un término genérico para cualquier trabajo de este tipo. La última copia superviviente fue escrita en 1514, lo que indica que la corrección del manuscrito continuó siendo un tema importante a sesenta años de la era impresa.

### El manuscrito como un vehículo para la predicación
Fue a finales de la cultura del manuscrito que la página escrita adquirió un nuevo significado en las comunidades religiosas. Los trabajos de scriptorium de benedictinos, cistercienses y casas de agustinos habían reanudado después de haber sido suprimidos por la producción de las universidades. En particular, estos scriptorium ejemplifican la idea de que uno vivirá por el «fruto de su trabajo». Escribir libros sagrados era la tarea más apropiada, adecuada y piadosa que uno podía comprometerse a hacer. Además, la copia de estos libros fue equivalente a la predicación con las manos. Los sermones tuvieron una importancia moderada en el siglo XIII. En el siglo XV, tras el énfasis puesto en la predicación en el IV Concilio de Letrán, fueron de mayor importancia. La formación y la expansión de las órdenes de predicación consiguió la proliferación de la teología pastoral en las escuelas, y la predicación fue una parte indispensable de los sacramentos. Manuscritos uniformes con muchas normas hechas para facilitar la consulta, la lectura y la enunciación se hicieron necesarios.
La Devotio Moderna y los benedictinos reformados se basaron en la lectura de textos de devoción para la instrucción, y la palabra escrita se elevó a un alto nivel de importancia no ofrecida por los movimientos religiosos anteriores. La escritura era tan importante como la palabra. De hecho, muchos monasterios compraron muchos libros impresos, convirtiéndose en el principal mercado para la primera época de la imprenta, precisamente a causa de esta devoción a la predicación. Sin la Devotio Moderna y las órdenes monásticas que siguieron su ejemplo, la necesidad de los textos y los impresores no hubiera estado presente. La imprenta había surgido en Alemania y los Países Bajos, la tierra de la Devotio Moderna y los reformados benedictinos, a diferencia de Inglaterra y Francia. También fueron la cuna de los inicios de la cultura del manuscrito tardío, debido al deseo común de la uniformidad. Trimethius protestó por la invasión de la biblioteca para libros impresos, y por el aspecto de falta de la devoción, que había estado presente en la predicación con sus manos. Con la predicación posible como escriba, los manuscritos tenían una función que faltaba en un libro impreso, aunque ambos poseían un alto grado de uniformidad mayor que los manuscritos más antiguos.

### Manuscritos y la llegada de la imprenta
Aproximadamente en 1470, la transición de manuscritos en libros impresos había comenzado. El comercio de libros, en particular, sufrió cambios drásticos. En este punto las máquinas de imprentas alemanas habían alcanzado las regiones más al norte de Europa, específicamente París. Hacia el año 1500, la impresión había dejado de imitar los manuscritos y los manuscritos estaban imitando la imprenta. En el reinado de Francisco I de Francia (1515-1547), por ejemplo, los manuscritos del rey se basaban en el tipo romano. Mientras que el papel de tela había aparecido antes de la llegada de la imprenta, fue en este momento cuando los pergaminos perdieron la mayor parte de su utilización. El papel además de ser aceptable era preferible, y tanto los impresores como los escribas había dejado de utilizar el pergamino por completo. Muchas bibliotecas criticaron estos cambios, debido a la pérdida de la individualidad y la sutileza que resultaba. Muchos de los libros impresos y manuscritos fueron creados con el mismo papel. Las mismas marcas al agua se observan a menudo en ellos.

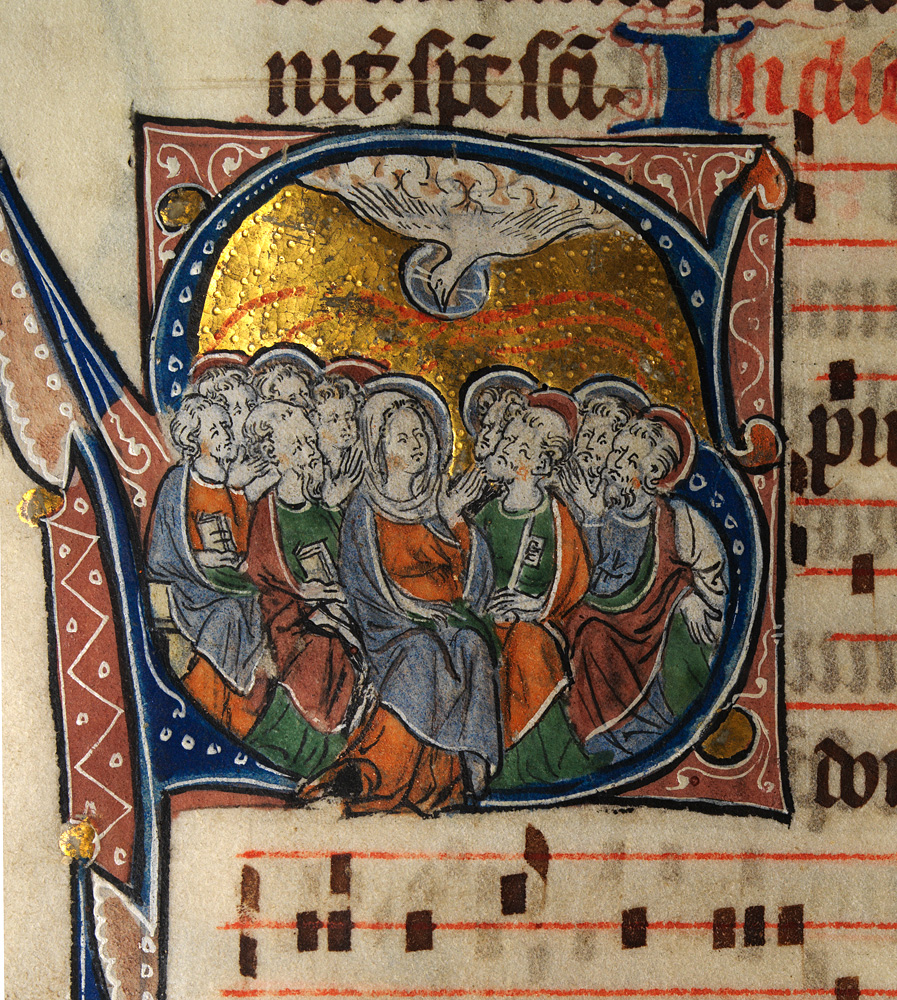
Pentecostés, de un libro de horas, manuscrito litúrgico católico iluminado, c.1310-1320.

Algunos manuscritos todavía se escribieron y se iluminaron bien entrado el siglo XVI. Muchos ilustradores continuaron trabajando en varios manuscritos, en concreto en los libros de horas, este tipo había sido el manuscrito más comúnmente producido a partir de la década de 1450 en adelante, y fue uno de los últimos manuscritos en desaparecer. Un libro de horas es un tipo de texto devocional que fue muy popular durante la Edad Media. Son el tipo más común de manuscritos iluminados medievales sobrevivientes. Cada libro de horas contenía una colección similar de textos, oraciones y salmos, pero la decoración podía variar entre cada uno y cada ejemplo. Muchos tienen una iluminación mínima, a menudo restringida a iniciales ornamentadas, pero los libros de horas hechos para los mecenas más ricos podían ser extremadamente extravagantes con miniaturas de página completa. Estos libros se usaron para que los propietarios recitaran oraciones en privado en ocho horas u horas diferentes del día. En el siglo XVI, sin embargo, los manuscritos estaban iluminados en su mayoría por artistas bajo el mecenazgo de los nobles o miembros de la realeza. Se requería su trabajo para ocasiones importantes, como nacimientos nobles o reales, bodas u otros eventos extraordinarios. El número de copistas había disminuido sobremanera, ya que este tipo de manuscritos no estaban destinados para el pueblo en general ni para el consumo de los estudiantes.
La organización tradicional de producción de libros se derrumbó; organizaban bibliotecas repartiendo hojas de papel a los escribas e iluminadores, que vivían en las proximidades. El nuevo sistema, especializado, basado en el patrocinio, ya no les daba apoyo. Las bibliotecas, se convirtieron en impresores, y sirvieron de enlace entre la cultura del manuscrito tardío y la cultura de la imprenta; tenían reservas de manuscritos, y lentamente fueron complementados con los libros impresos, hasta que dominaron sus colecciones. El coste y los riesgos implicados en la fabricación de libros aumentaron con la transición a la impresión. Aun así, París y las zonas más septentrionales de Europa que habían sido el principal centro de producción de manuscritos, se mantuvieron con su poder en el mercado de los libros impresos, únicamente detrás de Venecia.

### Christine de Pizan y la iluminación humanista

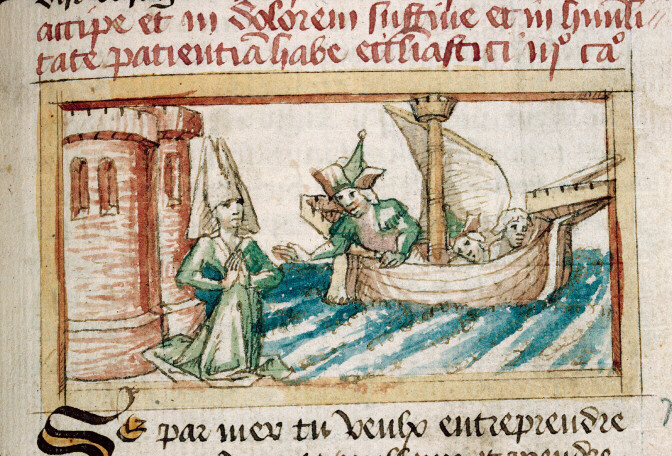
Ilustración de la Épistre de Othéa a Hector (c. 1400) por Christine de Pizan.

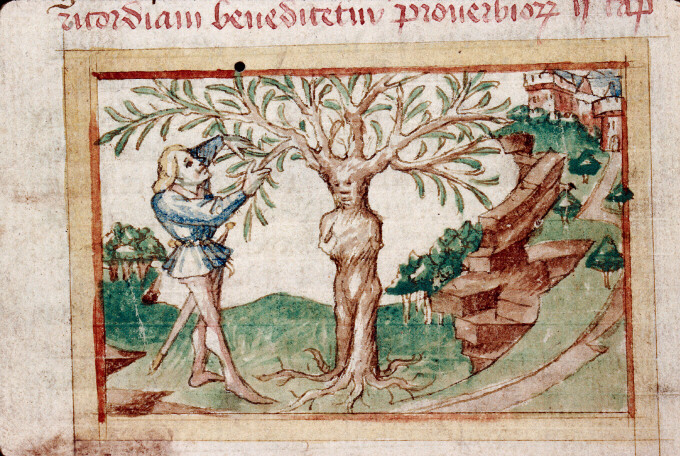
Ilustración de la Épistre de Othéa a Hector representando a Apolo y la transformación de Dafne en laurel.

La Épistre de Othéa a Hector o La epístola de Otea a Héctor, compuesta en 1400, simbolizó la transición oscura de la cultura del manuscrito a la cultura de impresión humanista renacentista. Fue un relato de la historia clásica de Otea (diosa de la Prudencia) a través de un manuscrito iluminado, que transmitió muchas ideas humanistas del renacimiento. Creado por Christine de Pizan, su mecenas fue Luis de Valois, duque de Orleans y heredero del trono de Francia; Contenía más de cien imágenes, y cada capítulo comenzaba con la imagen de una figura o evento mitológico. También contenía versos narrativos cortos y texto dirigido a Héctor, cada pasaje en prosa contenía una etiqueta brillante, donde se trataba de interpretar una lección humanística del mito, se cerraba con una cita de un filósofo. Había otros pasajes cortos de prosa nombrados alegorías que concluían una sección; en ellos se transmitían lecciones aplicables al alma, y una cita en latín de la Biblia.
Christine de Pizan combinó con imágenes contemporáneas por medio de la iluminación los nuevos valores humanísticos típicamente asociados con la impresión. Su trabajo se basó en Ovidio, y muchos de los mitos ovidianos que fueron tradicionalmente iluminados en el periodo medieval. También incorporó la astrología, textos latinos, y una amplia variedad de la mitología clásica en dar contenido a los mitos de Ovidio, manteniendo siempre sus motivaciones humanistas. Esta contradicción también condujo a la utilización de la iluminación, o la práctica de utilizar el color. Su obra Otea es un bricolaje, reestructurando la tradición, sin tratar de crear una nueva obra maestra. Fue hecho al estilo de una ordinatioo disposición que recalcó el significado de la organización de las imágenes.
La Otea reflejó una cultura del manuscrito tardío que se definió por la violencia, la acción y los desafíos de género dentro de la literatura. La ira se representó en relación con el género, y marcó «una salida de la tradición aristotélica». Las mujeres ya no eran conducidas a una frenesí sin sentido, pero poseían la ira que se desarrolló a partir de interacciones de carácter completamente considerados. La Epístola de Otea permaneció siendo la obra más popular de Christine, aunque existían varias versiones. Debido a la naturaleza fluida de la reproducción del manuscrito, específicamente en el caso de la iluminación -en contraposición a la de texto-, la experiencia visual no fue uniforme. Cada ejemplar incorporó diversos elementos culturales y muchos con diferentes implicaciones filosóficas y teológicas. Únicamente más tarde las reproducciones que utilizaron xilografía para grabar las imágenes crearon una versión verdadera del autor del manuscrito. También debió su existencia a la imprenta, en primer lugar, porque las biblias, en esta época, fueron relegadas a la prensa, dejando los textos no religiosos disponibles para la iluminación detallada.

### La construcción de unauctorcon Chaucer

#### William Caxton

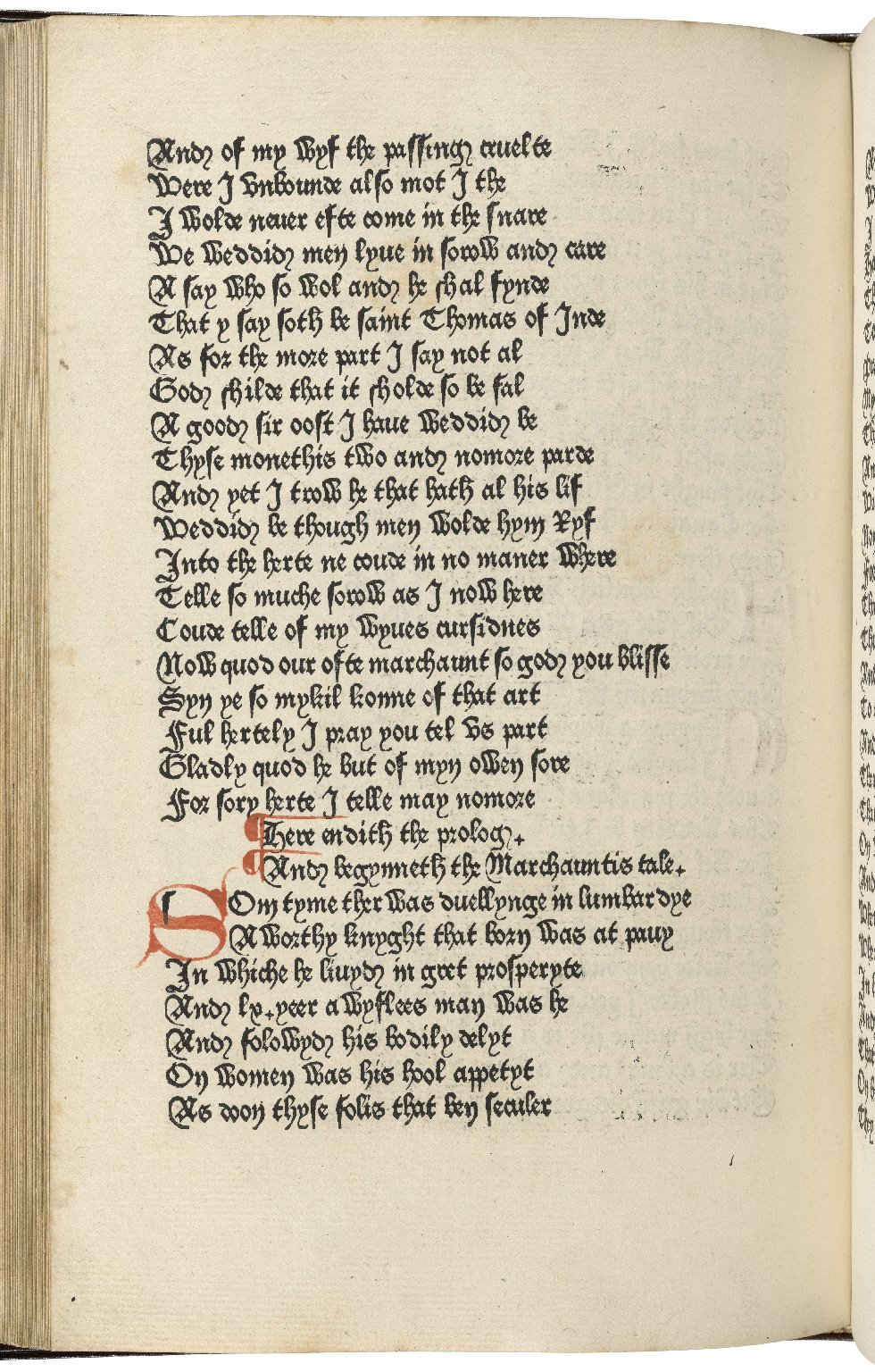
La edición de 1477 impresa por Caxton de la obra Cuentos de Canterbury del autor Chaucer (Folger Shakespeare Library: STC 5082, fol. 108v).

Durante el uso de manuscritos medievales como ejemplares, en muchas imprentas intentaron implantar valores humanísticos en el texto para crear un trabajo uniforme, que mostraba muchas similitudes en términos de motivación con la Devotio Moderna. Los primeros editores necesitaban trabajos definitivos para definir una cultura. William Caxton (1415 ~ 1.424-1.492), tuvo un papel decisivo en la formación de la cultura y la lengua inglesa, y lo hizo a través de sus obras autorizadas de Geoffrey Chaucer. Caxton fue una figura de transición, que trató de cerrar la brecha entre la cultura del manuscrito y una cultura más humanística de impresión mediante la obra de Chaucer. Concretamente, intentó hacer parecer a Chaucer similar a los escritores y poetas clásicos continentales.

#### Chaucer como humanista
El impresor Caxton intentó convertir a Chaucer en un Petrarca o un Virgilio en inglés, y se dio cuenta de que las nuevas versiones de sus obras humanísticas del siglo XVI debían reconocer versiones del siglo XIV. Su Chaucer trascendió ideales medievales, y se convirtió en intemporal, de conformidad con los ideales del humanismo. Esto requirió la construcción de una genealogía literaria referida a ejemplares medievales más antiguos. A través de su edición, Chaucer fue enmarcado como un promotor de principios del renacimiento, que desacreditó la cultura medieval y gótica, y que rescató la lengua inglesa.

#### Caxton y los defectos de los libros antiguos

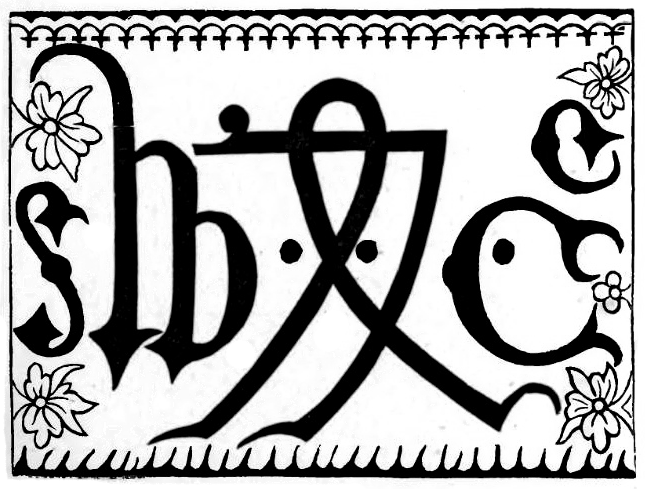
Marca de impresión de William Caxton.

Caxton quería descartar los «libros antiguos» que eran característicos de la cultura medieval. Para ello, modernizó términos antiguos e introdujo grafías latinas. Sacó la influencia de la cultura del manuscrito, que permitió al lector tener alguna autoridad textual. Caxton creía que los libros impresos podrían establecer una autoría definida, en la que el lector no consideraría apropiado cambiar el texto o añadir glosas -notes-. Creía que las versiones baratas de este autor Chaucer permitirían a un grupo diverso de lectores desarrollar ideales económicos y políticas comunes, unificando la cultura de Inglaterra. Se convirtió en un ejemplo para el estándar inglés. Su versión de Chaucer fue muy apreciada por Enrique VII de Inglaterra, que decidió difundirlo para ayudar a proporcionar a Inglaterra un fondo cultural común.

#### Cambiar las percepciones del libro
Para la mayoría de las personas de la edad tardía de la cultura del manuscrito, los libros eran códices en primer lugar, los vehículos para el texto, independientemente de ser impresos o escritos a mano. El coste de su obtención determinó la compra, y los libros impresos ganaron gradualmente la preferencia. William Caxton declaró a sus lectores que podían tenerlos «bueno y barato», y que la calidad del texto impreso incluso había mejorado o estaba completamente igualada. Muchos catálogos de la época enumeran una lista de los dos tipos de forma indiscriminada. Sin embargo, en las subastas se hizo una cuidadosa distinción entre ambos, ya que cualquier libro escrito a mano alcanzó un precio más alto.

### Suposiciones populares y revisión histórica
Muchos estudiosos de la cultura impresa, así como los clásicos, han argumentado que existían inconsistencias entre los manuscritos debido a la copia de los textos y a una cultura del manuscrito estática que -en concreto la cultura del manuscrito medieval- existía durante la creación de la imprenta. Así lo han manifestado: que una vez que se había cometido un error, fue repetido sin cesar y aumentaría con más fallos al negarse a desviarse del modelo anterior, exponiendo así una obvia ventaja de la impresión.

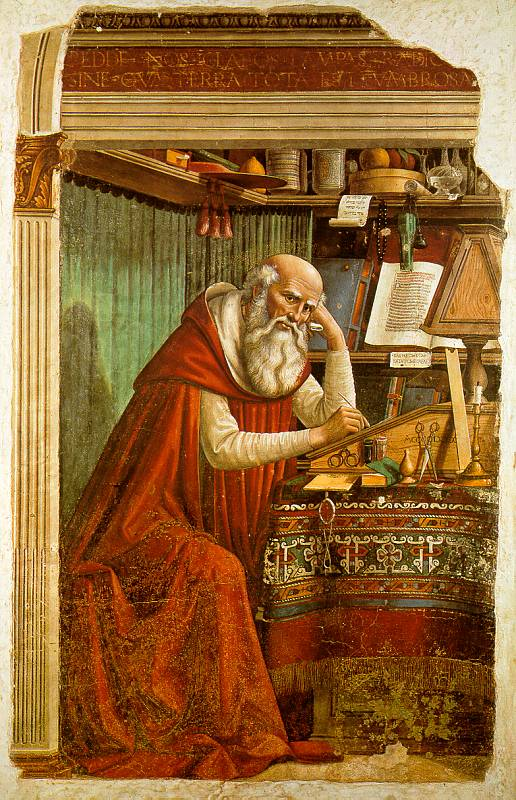
San Jerónimo en su estudio, Domenico Ghirlandaio, 1480.

 El conocido clasicista E.J. Kenney, cuyo trabajo formó gran parte de la historia de los comienzos al respecto, declaró que «los autores, escribas, y los lectores no tenían noción de enmendar un texto, cuando se enfrentaban a un error evidente en sus ejemplares, que no sea copiando servilmente las lecturas de otro texto». Hubo una gran diversidad entre ellos en términos de cambios del estilo y la voluntad de apartarse de ejemplares anteriores, como se observa en la copia realizada por Jerónimo de Estridón del  Epistolae morale, en comparación con la copia de las epístolas de Cicerón, ambas del siglo XVI. Muchos historiadores y específicamente medievalistas sostienen que a finales del siglo XIV y XV se mostraron reformas que acomodaron muchas de las funciones asociadas con la impresión. Muchos clásicos, naturalmente, buscaron reproducciones de esos mismos textos durante el período, que no eran características de otra obra que se consideraba más importante. La universalidad y uniformidad, según los medievalistas, se observó entre algunos manuscritos tardíos, junto con otros cambios típicamente asociados con el libro impreso.
Gran parte de los estudios recientes sobre la cultura del manuscrito se han realizado por Elizabeth Eisenstein, una erudita de la cultura impresa, y podría decirse que la creadora del modelo de «cultura de la impresión». Eisenstein argumentó que la invención de la imprenta condujo al renacimiento, y las condiciones sociales necesarias para hacerlo. La imprenta permitió a los lectores liberarse de muchas limitaciones que tenían los manuscritos. Ella sin embargo, no entró en detalles sobre el estado de la cultura del manuscrito y de los escribas a finales de los siglos XIV y XV. Describió en detalle las condiciones presentes en Alemania en ese momento de la invención de las imprentas en Mainz, y detalló la cultura del escriba en Inglaterra y Francia con el fin de comparar la cultura impresa y la cultura del manuscrito. No describió los humanistas italianos en Florencia ni las órdenes religiosas reformadas de la Devotio Moderna en los Países Bajos y Alemania. Muchos medievalistas, específicamente Mary A. Rouse y Richard H. Rouse, respondieron al intentar crear una relación más detallada de la cultura del manuscrito tardío, y definieron sus características distintivas. Esto forma parte de la creencia de que se produjeron cambios durante el período que los estudiosos de la cultura de la impresión, como Eisenstein, han ignorado.